# Boise City
Pour les articles homonymes, voir Boise (homonymie).
La ville américaine de Boise City (en anglais [ˈbɔɪs]) est le siège du comté de Cimarron, dans l’État de l’Oklahoma. La population de la ville s’élevait à 1 166 habitants en 2020, soit un déclin important par rapport aux 1 483 habitants qu'il y avait encore en 2000.

## Géographie
Boise City est située à l'extrémité ouest de l'Oklahoma et se trouve de fait plus proche de la capitale du Colorado, Denver, située à 488 kilomètres et de la capitale du Nouveau-Mexique, Santa Fe, à 420 kilomètres que de la capitale de l'Oklahoma, Oklahoma City, située à 525 kilomètres.
Boise City se trouve à moins d'une heure de route de cinq États américains (en incluant l'Oklahoma), ce qui est unique à l'ouest du Mississippi.

## Histoire
La ville a été fondée en 1908 par J.E. Stanley, A.J. Kline et W.T. Douglas qui distribuèrent des brochures faisant la promotion de la ville en tant qu'élégante ville aux rues pavées, abritant de nombreux commerces, une gare ferroviaire et un puits artésien. Ils vendirent 3 000 lots à des acheteurs qui découvrirent à leur arrivée que les informations sur la brochure étaient fausses. Stanley et Kline furent jugés et condamnés pour fraude avant d'être envoyés au pénitencier fédéral de Leavenworth. Néanmoins la ville prit forme et 325 personnes y résidaient en 1912.
L'économie de la ville fut durement touchée dans les années 1930 par la Dust Bowl.
Boise City a été la seule ville continentale des États-Unis à être bombardée pendant la Seconde Guerre mondiale. Le bombardement eut lieu le 5 juillet 1943 autour de 0 h 30 et est dû à l'erreur d'un équipage de bombardier Boeing B-17 Flying Fortress parti de Dalhart Army Air Base (en) qui lors d'un exercice de tir s'est trompé de cible. Il n'y eut pas de victimes, les six bombes largués étaient factices et n'endommagèrent que quelques bâtiments.

## Personnalité liée à la ville
L'actrice Vera Miles est née à Boise City en 1929.

## Divers
Un émetteur LORAN se trouve à Boise City.